# Cherry Lane Theatre
Il Cherry Lane Theatre è il più antico teatro off-Broadway in attività della città di New York. Il teatro è localizzato al 38 Commerce Street tra Barrow e Bedford Streets nella zona ovest del Greenwich Village. Il Cherry Lane contiene un palco principale da 179 posti e uno studio da 60 posti.

## Storia
L'edificio fu costruito nel 1817 ad uso di silo agricolo, e fu anche una birreria, magazzino di tabacco e fabbrica di scatole prima che Evelyn Vaughn, William S. Rainey, Reginald Travers e Edna St. Vincent Millay lo trasformassero in un teatro che battezzarono con il nome di Cherry Lane Playhouse per aprirlo al pubblico nel dicembre 1923. Il suo primo spettacolo recensito fu Saturday Night di Richard Fresnell, che debuttò il 9 febbraio 1924. In marzo e in novembre dello stesso anno debuttarono le commedie The Man Who Ate Popomack, di W. J. Turner, diretto da Reginald Travers e The Way of the World di William Congreve, prodotto dalla Cherry Lane Players Inc,. Il teatro ricevette un significativo restyling nel 1954 quando acquisì gran parte dei costosi arredi ceduti dal fallimentare Center Theatre del Rockefeller Center.
Il Cherry Lane Theatre è stato a lungo una luogo dedicato alla sperimentazione. In particolare durante gli anni '50 e '60, ospitò molti spettacoli di teatro d'avanguardia che sono stati successivamente identificati come simbolo della controcultura. Nel corso degli anni mise regolarmente in scena opere di drammaturghi associati al Teatro dell'Assurdo, compresa una delle prime produzioni di Finale di partita di Samuel Beckett nel 1957. Dal 1951 al 1952 ospitò in residenza il Living Theatre, che mise in scena spettacoli come Desire Caught by the Tail di Pablo Picasso. Occasionalmente il teatro ospitò anche spettacoli musicali, fornendo un palcoscenico ad artisti come Bob Dylan e Pete Seeger molto prima del loro successo di fama mondiale.
Sono molte le opere teatrali americane prodotte dal teatro e scritte da autori come  F. Scott Fitzgerald, John Dos Passos e Elmer Rice durante gli anni venti oltre a Eugene O'Neill, Sean O'Casey, Clifford Odets, W. H. Auden, Gertrude Stein e Luigi Pirandello mentre nel corso degli anni 40 il Cherry Lane mise in scena testi di T. S. Eliot, Jean Anouilh, per poi produrre spettacoli di Tennessee Williams negli anni cinquanta di Harold Pinter, LeRoi Jones, Eugène Ionesco, Terrence McNally, Lanford Wilson, Lorraine Hansberry, e Edward Albee negli anni sessanta, per arrivare negli anni settanta e ottanta a Sam Shepard, Joe Orton e David Mamet.
Il 17 settembre del 1961 Giorni felici di Beckett diretta da Alan Schneide ebbe la sua prima mondiale al Cherry Lane.
La produzione di True West di Sam Shepard ebbe la sua prima a New York al Cherry Lane il 17 ottobre 1982. Lo spettacolo fu interpretato da John Malkovich e Gary Sinise e prodotto da Kevin Dowling, Wayne Adams e Harold Thau.
Angelina Fiordellisi acquistò il teatro nel 1996 per 1,7 milioni di dollari, e lo ristrutturò per 3 milioni di dollari. Quell'anno, Fiordellisi e Susann Brinkley co-fondarono la Cherry Lane Theatre Company mentre nel 1998, Fiordellisi e Brinkley, assieme al drammaturgo Michael Weller co-fondarono il Mentor Project, offrendo la possibilità ad aspiranti drammaturghi di confrontarsi con drammaturghi affermati attraverso delle sessioni di mentoring one-to-one. Alcuni dei partecipanti inclusero i vincitori del Premio Pulitzer David Auburn, Charles Fuller, Tony Kushner, Marsha Norman, Alfred Uhry, Jules Feiffer e Wendy Wasserstein; mentre come mentori sono da citare alcuni candidati al Pulitzer come A.R. Gurney, David Henry Hwang, Craig Lucas e Theresa Rebeck oltre ai vincitori dell'Obie Award Ed Bullins e Lynn Nottage.

## Il teatro oggi
Dopo alcuni anni bui Angelina Fiordellisi annuncia, nell´Agosto del 2011, che il Cherry Lane Theatre aveva saldato quasi tutto il suo debito, iniziando dal febbraio del 2012 a produrre nuovamente spettacoli attraverso la formula dell'Obie Award-winning Mentor Project oltre ad affittare il teatro a compagnie internazionali.